# 馬納夫加特河

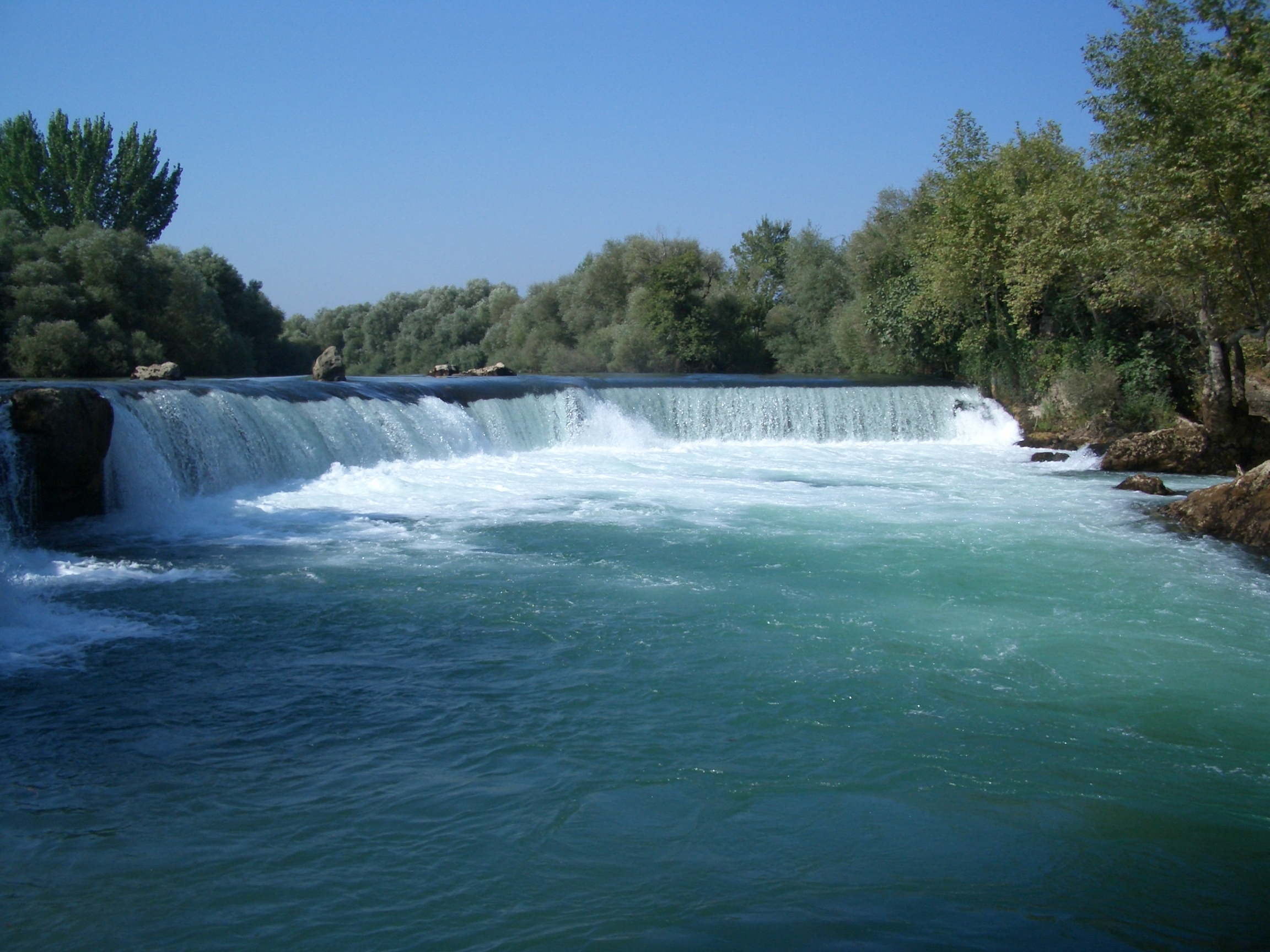

馬納夫加特河是土耳其的河流，位於該國南部安塔利亞省，河道全長90公里，發源自托魯斯山脈西部，最終注入安塔利亞灣，平均流量每秒147立方米。
36°43′N 31°28′E / 36.717°N 31.467°E